# Městský dům 197 (Andělská Hora)
Městský dům čp. 197 stojí na katastrálním území Andělská Hora ve Slezsku. Je součástí městské zástavby a byl zapsán do Ústředního seznamu kulturních památek ČR.

## Historie
Městský dům se starším jádrem byl postaven v 18. století na západní straně náměstí, je sídlem obecního úřadu. Byl několikrát přestavován, naposled v roce 1965, kdy byly provedeny nevhodné úpravy oken a fasády.

## Popis
Městský dům je barokní zděná omítnutá dvoupodlažní rohová obytná budova s valbovou střechou, která je kryta eternitem. Průčelí otevřené do náměstí má pět okenních os. V přízemí v ose domu je vstupní portál, po stranách byla okna usazena do slepých arkád mezi nimiž byla pásová rustika. Boční fasáda opět o pěti okenních osách s pásovou rustikou. Secesní fasáda byla odstraněna v roce 1965 a po roce 2002 byla rekonstruována a vyrobena okna a dveře odpovídající původnímu stavu.
V interiéru v přízemí je chodba zaklenuta plackami, vzadu vlevo je lomené schodiště. Místnosti mají převážně ploché stropy.